# Óscar Furlong
Óscar Alberto Furlong Chretienneau, detto Pillín (Buenos Aires, 22 ottobre 1927 – 10 giugno 2018), è stato un cestista, tennista e allenatore di tennis argentino.

## Carriera
Con l'Argentina ha disputato due edizioni dei Giochi olimpici (Londra 1948, Helsinki 1952) e i Campionati mondiali del 1950.

## Palmarès
- MVP dei mondiali: 1

1950
- FIBA World Cup All-Tournament Teams: 1

1950